# Боян Йорданов
Боян Йорданов е български волейболист. Той е роден на 12 март 1983 г. в София и е висок 197 см. Играе на поста диагонал, известен с прякора-Поразяващата лява ръка.
Започва да тренира на 14-годишна възраст при Божидар Горанов в Левски Сиконко. Подписва договор с Олимпиакос Гърция в началото на 2007 г. след това два сезона в(2008/2010) играе в Патрон (Патра, Гърция) заедно със съотборника си от националния отбор Андрей Жеков. На световното първенство 2006 в Япония в мач, воден 2:0 гейма от Франция, след неговата поява резултатът се преобръща и България отива на полуфинал.
Той е съответно и един от българските бронзови медалисти на същото това Световно първенство през 2006 година. Печели бронзов медал и от Световната купа в Япония 2007 г. Поради контузия на рамото пропуска Световната лига 2009 и Европейското първенство, проведено през есента на същата година. Любим спорт освен волейбола му е футболът.
През 2016 г. се завръща в Левски Бол
- От 1996 г.- 4 години в детско-юношеската школа на Левски Сиконко
- 2000- 2006 Левски Сиконко;
- 2006- 2008 Олимпиакос (Пирея, Гърция);
- 2008- 2011 Патра (Гърция);
- 2011- 2012 Генуа (Италия);
- 2012- 2015 Олимпиакос (Пирея, Гърция);[1]
- 2015- 2016 Томис (Констанца, Румъния)
- 2016- Левски Боол (София)
- 2016-2017 Кифисиас (Гърция)
- 2017-2018 Фойникас (Сирос, Гърция)
- 2018-2019 Панайтинайкос (Гърция)

- Бронзов медалист от Световното първенство за младежи в Иран 2003 г.
- Определен за Волейболист №1 на Гърция за сезон 2007/2008 г.
- Бронзов медалист от Световното първенство 2006 г. Япония
- Бронзов недалист от Световната купа 2007 г. Япония
- 6 пъти шампион на България с Левски- Сиконко 2001-2006 г.
- 4 пъти носител на Купата на България с Левски- Сиконко 2001, 2003, 2004 и 2006 г.
- 3 пъти бронзов медалист от шампионата на Гърция с Олимпиакос за 2007 и 2008 г. и Патра за 2009 г.
- шампион на Гърция с Олимиакос за 2013 г.
- носител на купата на Гърция за 2013 г. [2]